# Otto Christoph Eltester
Otto Christoph Eltester (* 20. März 1666 in Kleve; † 6. Juli 1738 in Berlin) war deutscher Jurist, Hof- und Kammergerichtsrat, Protonotar des Oberheroldsamtes und galanter Lyriker.

## Leben
Eltester war ein Sohn des Christian Eltester (1630–1697), der lange Jahre  Hofmundschenk des brandenburgischen Kurfürsten Friedrich Wilhelm war. Er verbrachte seine Jugend in Berlin und studierte ab 1681 an der Brandenburgischen Universität Frankfurt. Wie sein Bruder Christian Eltester (1671–1700) schloss er sich dem literarischen Zirkel um Johann Christoph Bekmann an, wo man sich vor allem mit Hoffmann von Hoffmannswaldau und Lohenstein beschäftigte. Eltester lernte dort Benjamin Neukirch kennen, den späteren Herausgeber der als „Neukirchsche Sammlung“ bekannten Anthologie mit Gedichten von Hoffmannswaldau und anderen zeitgenössischen Dichtern. 1690 kehrte Eltester zurück nach Berlin, wo er eine literarische „Hirtengesellschaft“ gründete, als deren Mitglied er sich das Pseudonym „Tityrus“ (der Schäfer in Vergils Eklogen) beilegte. Bruder Christian nannte sich „Thyrsis“, ebenfalls eine Figur aus den Eklogen.
Anfangs war er als Kreisschreiber angestellt, danach wirkte er als Kammergerichtsrat und Protonotar des Oberheroldsamtes. 1697 wurde er Sekretär und Rendant der ein Jahr zuvor gegründeten Preußischen Akademie der Künste und 1699 deren Mitglied.
1694 starb plötzlich die von ihm als „Sylvia“ besungene Geliebte Eva Louyse Schultze. Möglicherweise in Zusammenhang mit diesem Trauerfall unternahm Eltester 1694/1695 zusammen mit seinem Bruder eine Reise nach Italien.
Seine galanten Gedichte sind überwiegend in der Neukirchschen Sammlung überliefert, deren zwei erste Bände über 100 Werke von Eltester enthalten. Neukirch würdigte die dichterische Leistung Eltesters in seinem Trauergedicht anlässlich des Todes von Christian Eltester 1700. Der jüngere Bruder war 1697 zum Hofbaumeister und -Ingenieur ernannt worden.
1705 starb Eltesters Schwester Eleonore Gerickin. Sowohl auf den Tod der Schwester als auch auf den des Bruders verfasste Eltester als Einzeldruck publizierte Trauergedichte.
Unter den zeitgenössischen galanten Dichtern in Berlin (zum Beispiel Johann von Besser, Benjamin Neukirch und Christian Reuter) gilt Eltester als der Bedeutendste: „Besonders seinen Sonetten ist ein mit Klarheit der Gedankenführung verbundener unmittelbarer Ton eigen. Galante Gestik (z. B. Sie weigert ihm ein armband) und das ut pictura poesis (z. B. Er mahlet ihr bildnis) — für Eltester Grundmuster des lyrischen Sprechens — wirken noch heute natürlich.“

## Schriften
- Der im Frühling Verstorbene und von seinem eintzigen Bruder beklagte Tirsis. 1700.
- Beschreibung Der Illumination, Welche bey der Krönungs-Feyr Sr. Königl. Maj. in Preussen, Von Der Kunst-Academie in Berlin Allerunterthänigst præsentiret worden. 1701.
- Erklärung des auf das Absterben der sel. Frau Gericken verfertigten Kupferbildes. 1705.
- Bey dem Geschrey zu Mitternacht, mit welchem Frau Eleonore Gerickin geb. Eltester … zur Hochzeit des Jammers beruffen, … ließ sein betrübtes Lied hören. 1705.